# You Had Me
You Had Me is een lied in het genre soul, dat is geschreven door Joss Stone, Francis White, Wendy Stoker en Betty Wright voor het tweede studioalbum van Stone, Mind, Body & Soul. De single werd in september 2004 uitgebracht in het Verenigd Koninkrijk en in november 2004 in de Verenigde Staten als de lead single van het album.
In 2005 werd het lied genomineerd voor een Grammy Award voor Beste vocale pop optreden van een vrouwelijke artiest, maar won niet.

## Afspeellijst
CD 1 voor VK
1. "You Had Me" (Ingekorte versie) - 3:37
2. "Dirty Man" (Live in House of Blues in Chicago) – 3:08

CD 2 voor VK
1. "You Had Me" (Ingekorte versie) – 3:37
2. "Holding Out for a Hero" – 3:35
3. "Fell in Love with a Boy" (Radioversie) – 2:55
4. "Fell in Love with a Boy" (Video) – 3:00

Europese CD
1. "You Had Me" (Ingekorte versie) – 3:37
2. "Holding Out for a Hero" – 3:35
3. "Dirty Man" (Live in House of Blues in Chicago) – 3:08
4. "Super Duper Love" (Ingekorte versie) – 3:47

Australische CD
1. "You Had Me" (Ingekorte versie) – 3:37
2. "Super Duper Love" (Ingekorte versie) – 3:47
3. "Dirty Man" (Live in House of Blues in Chicago) – 3:08
4. "You Had Me" (Remix)

DVD voor VK
1. "You Had Me" (Video) – 3:37
2. "Super Duper Love" (Video) – 3:47
3. "Fell in Love with a Boy" (Akoestisch) – 3:30

Promo single voor VK, VS en Mexico
1. "You Had Me" (Ingekorte versie) – 3:35
2. "You Had Me" – 4:00

Promo single DVD voor VS
1. "You Had Me"